# Дитя субботнего вечера
Дитя субботнего вечера (англ. The Saturday Night Kid) — чёрно-белая романтическая комедия 1929 года по мотивам романа Таунсенда Мартина. Один из звуковых фильмов Клары Боу. В эпизодической роли снялась будущая кинозвезда Джин Харлоу.

## Сюжет
Мэйми продаёт гимнастические тренажёры в универмаге Гинсберга и влюблена в своего коллегу Билла. После того, как Билл получает должность администратора, его уводит, воспользовавшись размолвкой между влюблёнными, сестра Мэйми, Джени. Джени увлекается скачками и однажды проигрывает все свои сбережения на ипподроме. Несмотря на предательство сестры, Мэйми возвращает её деньги, удачно сыграв в кости с Лемом Вудраффом — владельцем пансиона, в котором живут обе девушки. Билл узнаёт о благородном поступке Мэйми, понимает свою ошибку и возвращается к ней.

## В ролях
| Актёр         | Роль                           |
| ------------- | ------------------------------ |
| Клара Боу     | Мэйми                          |
| Джеймс Холл   | Билл                           |
| Джин Артур    | Джени                          |
| Чарльз Селлон | Лем Вудрафф                    |
| Этель Уэйлс   | Лили Вудрафф                   |
| Джин Харлоу   | Хейзел (в титрах не указана)   |
| Ирвинг Бейкон | МакГонигл (в титрах не указан) |